# سيسيليا إيرلنغ
سيسيليا إيرلنغ (بالسويدية: Cecilia Ehrling) هي راقصة تنافسية سويدية ولدت في يوم 22 مايو 1984 في مدينة يفله في السويد، فازت ببرنامج Let's Dance الذي يعرض على قناة تي في فور 3 مرات، في 2007 مع مارتن ليدبرغ و 2010 مع ماتياس أندرسون و 2013 مع ماركوليو، شاركت في مسابقة يورو دانس كونتيست 2007 مع مارتن ليدبرغ وأحتلت المركز ال14 عن طريق التصويت.